# 大洋百货 (南京)

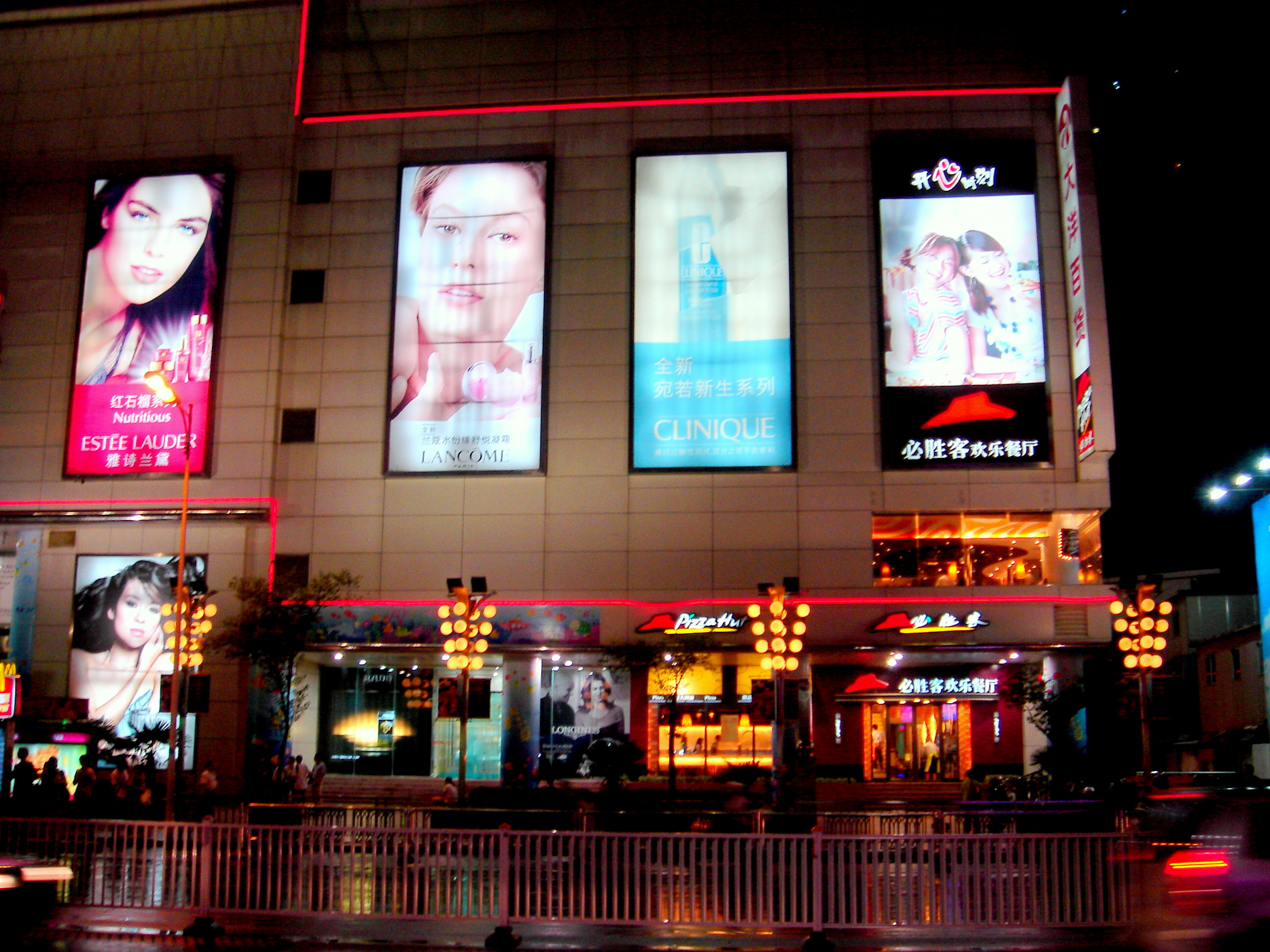
大洋百货南京店夜景

大洋百货南京店是一座位于中国江苏省南京市秦淮区中山南路122号的百货商场。南京大洋百货于2003年元月开业，营业面积76000m²，是南京市最大的单体百货公司之一。